# House music
House é um gênero musical caracterizado por uma batida repetitiva no padrão four-on-the-floor e um andamento típico de 120 bpm. Foi criado no início dos anos 1980 por DJs e produtores musicais afro-estadunidenses pertencentes à cultura club underground de Chicago, nos Estados Unidos, que começaram a alterar as músicas disco para dar a elas uma batida mais mecânica.
Frankie Knuckles, Ron Hardy, Jesse Saunders, Chip E., Joe Smooth, Steve "Silk" Hurley, Farley "Jackmaster" Funk, Marshall Jefferson, Phuture, entre outros, são tidos como pioneiros da house music. O gênero inicialmente se expandiu internacionalmente, para Londres, antes de se expandir para outras cidades estadunidenses, como a cidade de Nova Iorque, e, por fim, acabar virando um fenômeno mundial.
A música house tem um grande efeito na música pop, especialmente no subgênero dance-pop. Foi incorporada à obras de grandes artistas internacionais, incluindo Whitney Houston, Janet Jackson, Madonna, Pet Shop Boys, Kylie Minogue e Lady Gaga, e também produziu muitos sucessos mainstream, como "Pump Up the Jam" do Technotronic e "Show Me Love" de Robin S. Muitos DJs de house também fizeram e continuam fazendo remixes para artistas pop. A house music permaneceu popular no rádio e nos clubes, mantendo uma posição tanto no mainstream quanto nas cenas underground em todo o mundo, originando vários subgêneros.

## Características musicais
Em sua forma mais típica, o gênero é caracterizado por ritmos four-on-the-floor repetitivos que incluem bumbo, chimbal 
off-beat, caixa, palmas e/ou estalar de dedos em um andamento entre 120 e 130 batidas por minuto; riffs de sintetizadores; linhas de baixo profundas; e frequentemente, mas não necessariamente, vocais cantados, falados ou sampleados. Na música house, o bumbo é geralmente tocado nas batidas um, dois, três e quatro, e a caixa, palmas ou outra percussão mais aguda nas batidas dois e quatro. As batidas de bateria são quase sempre fornecidas por uma drum machine, geralmente uma Roland TR-808, TR-909, ou uma TR-707. Palmas, chocalhos, caixas ou sons de chimbal são usados para adicionar sincopação. Um dos riffs rítmicos característicos, especialmente no início do house de Chicago, é construído no padrão de clave. Congas e bongôs podem ser adicionados para um som africano, ou percussão metálica para um toque latino.
Às vezes, os sons de bateria são "saturados" ao aumentar o ganho para criar um som mais agressivo. Um subgênero clássico, o acid house, é definido pelos sons espremidos e borbulhantes criados pelo sintetizador de baixo Roland TB-303. A música house podia ser produzida em "equipamentos eletrônicos baratos e amigáveis ao consumidor" e equipamentos de som usados, o que facilitou a criação de faixas por gravadoras e DJs independentes. As baterias eletrônicas e outros equipamentos usados por DJs e produtores de house eram anteriormente considerados "muito baratas" por músicos "de verdade". Os produtores de house music normalmente usam instrumentos sampleados, em vez de trazer músicos de sessão para um estúdio de gravação. Embora um elemento-chave da produção de house seja a sobreposição de sons, como batidas, samples, linhas de sintetizadores e assim por diante, a "textura geral... é relativamente esparsa". Ao contrário das canções pop, que enfatizam sons mais agudos como a melodia, na house music, o registro dos graves mais graves é o mais importante.
As faixas de house geralmente envolvem uma introdução, um refrão, várias seções de versos, uma seção intermediária e uma breve saída. Algumas faixas não possuem verso, tirando parte vocal do refrão e repetindo o mesmo padrão. As canções geralmente são baseadas em seções de oito compassos que são repetidas. Elas geralmente são construídas em torno de loops ou linhas de baixo com graves potentes produzidas por um sintetizador e/ou em torno de samples de músicas disco, soul ou funk. DJs e produtores que criam uma faixa house para ser tocada em clubes podem fazer uma "mixagem de sete ou oito minutos para um compacto duplo"; se a faixa for tocada no rádio, uma edição para as rádios de "três minutos e meio" é usada. As faixas house são construídas lentamente, adicionando camadas de som e textura que aumentam seu volume.
Faixas do gênero podem ter vocais como uma música pop, texturas e ritmos complexos ou acordes épicos, mas, de modo geral, estruturalmente são "músicas instrumentais completamente minimalistas". Se uma faixa house tiver vocais, as linhas vocais também podem ser simples "palavras ou frases" que são repetidas.

## Etimologia
A origem do termo "house" (em inglês: "casa") é contraditória. A teoria mais aceita é, que o termo originou da abreviação de um clube noturno na cidade de Chicago, chamado The Warehouse, que existiu entre 1977 e 1982, conhecida por ter a maioria do público formado por: negros, LGBT e, latinos, que dançavam a disco desempenhada pelo DJ Frankie Knuckles. Embora este tenha deixado o clube em 1982, que trocou de nome anos depois, o termo "house" tornou-se popular na cidade como sinônimo das seleções musicais de Knuckles.

## História
House music é um estilo de música eletrônica surgido em clubes de dança underground de Chicago (estado de Illinois), no inicio da década de 1980.
Mas há muitos mitos sobre como ocorreu o nascimento da house music, mas de fato não apresentam fontes e não indicam quais os produtores que trabalharam no desenvolvimento da cultura house music. Muitos dizem que a house music é uma vertente da disco music e da electropop da década de 1970, pois foram estilos musicais quase que contemporâneos. Frankie Knuckles é aclamado por muitos como o "pai" da House Music, ele que é um dos pioneiros deste gênero juntamente com outros nomes como Tony Humphries. A maioria dos projetos (desenvolvidos por DJs, produtores e grupos musicais) têm como origem os seguintes países: Países Baixos, Itália, Alemanha, Bélgica, Estados Unidos e, Reino Unido.
Este estilo chegou ao cenário da música contemporânea, ganhando popularidade além dos clubes e festivais, mas também na vida cotidiana através de filmes e rádios. Atualmente existem muitos subgêneros da house, dependendo das regiões onde é produzido, tais como: funky-house, tech-house, disco-house, progressive house, electro-house, acid house, soulful house, neo-jazz-house, entre outros. Onde o elemento comum dos subgêneros é o uso da batida 4/4 gerada por uma bateria eletrônica, completada com uma linha de baixo (na maioria também gerada eletronicamente), ou acréscimos de samplers e pequenas porções de voz ou de instrumentos de outros estilos.
No Brasil a House Music somente destronou outros ritmos em 1989, quando a música Pump Up the Jam do grupo Technotronic invadiu os clubes do mundo, tornando a Dance Music uma mania. A House ficou popularmente conhecida pelo termo pejorativo de "poperô". Em 1996 essa música retornou às paradas de sucesso no filme Space Jam, provando que a House Music tinha muito mais fôlego que os críticos poderiam imaginar.
Muitos, na época, falaram que a House era um estilo passageiro e que seria apenas mais um modismo, mas passados 20 anos, o ritmo dançante da house music continua intacto e parece até com mais vigor, agora com o apoio de ritmos que originaram dela, como o Acid House, Deep House, Progressive House, Tech House, Electro House e vários outros.
Hoje no Brasil a House Music tem se difundido cada vez mais. Inúmeras casas noturnas do país fazem sucesso tocando música House e convidando inclusive vários DJ's de renome internacional que passaram a tocar em terras brasileiras. Além disso é um dos estilos mais tocados em festas caseiras, entre amigos (chill-out).

## Variações

### Acid house
O Acid House é o estilo mais radical de House music. Fabricado em estúdio, este surgiu de uma brincadeira de Dj Pierre, com o sintetizador analógico Roland TB-303, máquina essa que veio a caracterizar toda uma sonoridade que saiu em bastantes discos e gêneros posteriores. O resultado dessa experimentação resultou a faixa 'Acid Trax', considerada o marco zero da Acid House. Na verdade, sons da TB 303 já haviam aparecido em composições anteriores, mas forma de comportadas linhas de baixo. Na Acid House, a 303 cria ruídos corrosivos, distorcidos, cibernéticos e futuristas. A sustentação rítmica do acid é feita por contrabaixos eletrônicos e baterias programadas. Esses instrumentos são misturados com o auxílio de computadores a amostras diversas, como sons distorcidos de guitarras dos anos 60, orgasmos femininos repetidos e seqüenciados, metralhadoras, explosões e diálogos de filmes, sempre organizados de maneira rítmica e cíclica.
Alguns atribuem o nome "acid" ao consumo de LSD conhecido vulgarmente por "ácido" e, sobretudo, Ecstasy, entre os frequentadores das casas londrinas que tocavam este gênero de música. Ainda de acordo com esta explicação, a alusão ao Ecstasy, ou apenas 'E', aparece também em muitos nomes de canções acid. Os conhecedores do estilo atribuem o termo "acid" ao som característico emitido pelo sintetizador de baixo TB-303 ao ter seus botões de controle de efeitos girados pelo artista na hora da execução de alguma linha melódica.
No verão de 1987, esse peculiar estilo de House Music deixa sua Chicago natal e aporta no balneário espanhol de Ibiza, muito popular entre os veranistas vindos de toda a Europa, sobretudo ingleses. É ali que a Acid House deixa de ser um estilo da House de Chicago para se transformar em um fenômeno cultural. Os DJs locais dão uma forma mais radical ao estilo, enfatizando o lado eufórico e, sobretudo, psicodélico da música. No verão seguinte é levada para Londres por DJs ingleses, e logo vira hit. É o chamado 'Verão do Amor', estopim de uma revolução cultural jovem no Reino Unido. Roupas fluorescentes e coloridas, além de uma atitude ao mesmo tempo amistosa, libertária e energética, dão o tom do movimento. O smiley, um sorriso dentro de uma bola amarela, vira emblema dos adeptos da acid house e é estampado em camisetas. Do Reino Unido, o fenômeno se espalha rapidamente pelos países vizinhos, sobretudo Alemanha, Itália e Países Baixos..
Um dos álbuns que marcam a efervescência acid foi Wanted, de Yazz puxado pelo hit "The Only Way is Up" e "Stand up", chega às primeiras posições da parada de sucessos inglesa e rende a Yazz o título de rainha da house. Também fazem sucesso Into the Dragon, do Bomb the Bass e Jack the Tab cujas músicas supostamente interpretadas por vários grupos – na verdade fictícios, criados pelos computadores do produtor musical Genesis P. Orridge.
A Acid House como vertente da E-Music praticamente foi deixada de lado a partir de 1989, quando se desdobra em outros sub-gêneros, sendo que alguns deles começaram a dominar o mainstream. Entretanto, os ecos do boom acid inicial ainda estão presentes na raiz de diversas produções atuais.

### Acid Break
O Acid Break é a fusão do Acid House com suas sustentação rítmica feita por contrabaixos eletrônicos, sons distorcidos de guitarras dos anos 60 e baterias programadas, normalmente criado com o TB303 (baixo) e o TR808 (bateria) da Roland, com as batidas quebradas do Breakbeat.

### Soulful House
O Souful House é um estilo de House music com forte influencia da Soul Music americana. Herdeiro do Garage House, tem nos DJs de New York seus maiores representantes.

### Deep House
O Deep House é um dos estilos mais introspectivos de House music, geralmente utiliza a faixa de 118-128 bpm e às vezes usa vocais. Como o nome indica, baseia-se em sons profundos e calmos, sobre a batida 4/4 característica do estilo. É representado por diversas escalas com referências diferentes, do mais orgânico (West Coast) ao sintético (Berlin, Londres).

### Tropical House
O subgênero Tropical House é comum em Miami e Ibiza. Tem um ritmo mais lento, geralmente mais melódico e mais uso de vocais do que a Deep House.

### French House
A expressão French house (do francês, French touch) designa grande parte da música eletrônica francesa produzida na década de 1990 - em particular, nos estilos House music e downtempo.
Embora baseado no ritmo house clássico, o gênero deve a sua originalidade à utilização de samples filtrados provenientes maioritariamente do Funk e da Disco music.
Artistas como: Daft Punk e Justice possuem grande reconhecimento na cena.

### Electro House
O Electro House é um estilo de House music com timbres sujos, sintéticos e sombrios e com linhas de baixo ácidas,característica emprestada do electro da década de 80.

### Tribal House
O uso de sons tribais (sons da selva) normalmente na área da percussão, que é exaustivamente trabalhada na Tribal House. Pensa-se que o tribal surgiu de uma ligação entre a música africana e a electrónica. Pode-se dizer que o Tribal é o casamento da House Music com ritmos africanos, gerando uma mistura de sons e efeitos. Observa-se também mistura de instrumentos de sopro como o saxofone na famosa track de Laurent Wolf - Saxo.

### Progressive House
Estilo de House que surgiu no início dos anos 90. O Progessive House foi o subgênero do House music que mais se aproximou do Trance Europeu e do Techno. Consiste numa batida 4 por 4, com uma melodia mais elaborada e profunda criando uma atmosfera emocional, podendo ter variados humores (moods). As mudanças na música ocorrem pouco a pouco de forma progressiva.

### Tech House
O Tech House é o estilo de House music que vem da mistura do techno com a house, sendo no caso um meio termo entre ambos. Podendo também certas vezes misturado com o deep house, resultando no Deep & Tech House.
Exemplo de produtores:
-Billy kenny
-Fisher,e outros

### Dirty House
O Dirty House é um estilo de House Music desenvolvido na Europa, principalmente na França e nos Países Baixos (então, é também conhecido como Dutch House), ao longo dos anos 2000. Consiste numa grande mistura de várias características dos outros estilos de house, principalmente batidas de Progressive House; misturadas com sons e sínteses sonoras que usam, por exemplo, os efeitos do Portamento e de Eco, que dão origem a uma espécie de música psicodélica. Seus principais nomes são, Afrojack e Sidney Samson, entre outros.

### Flash House
O Flash House é um termo generalista dado aos vários estilos de house music que foram muito sucesso nas décadas de 1980 e 1990 nos quais o acid house, Progressive House e um pouco de Dirty House. Também tem muito de synth-pop dançante. Na realidade, praticamente quase toda house music que ficou na história passa a se chamar flash house, mas predomina os sucessos entre os anos 80 e 90.

### Low House
O Low House é um gênero da House music, gerado a partir da fusão de Deep House na harmonia e o Tech House no BPM 127 E 128, reforço no grave e utilização de vários elementos de percussão, aos 2 minutos da música em geral ela se modifica completamente dando ideia de 2 em 1, utilizando notas de músicas consagradas... sintetinzadas e modificadas... acompanhada de um pequeno refrão ou frase de efeito...uma espécie de dejavu musical... extremamente dançante e para cima embora o nome sugere algo lento... é o lento em 127 BPM.

### House Dance
O House Dance é uma social dance dançada inicialmente seguindo as batidas da chamada house music a qual tem suas raízes nos clubes de Chicago e Nova Iorque. Os elementos principais da dança são "Footwork" e "Jacking". House dance é uma dança mais improvisada do que coreografada com ênfase em movimentos de pernas rápidos e complexos combinados com movimentos fluidos do tronco. Nesse estilo, os braços não têm muita importância. Alguns dançarinos de house também se utilizam de um estilo de dança chamado Lofting, uma mistura de Capoeira de Angola com movimentos de solo do Jazz. Todavia, apesar de oferecer mais elementos à dança, o lofting não é obrigatório para se dançar a house dance. O Lofting era dançando antes do house dance nas festas do DJ Mancuso The Lofting no Paradise Garage.
House Dance é um amálgama das danças disco com um movimento de tronco chamado Jacking. Esse movimento surgiu nos clubes de Chicago e era realizado quando muitos dos frequentadores já estavam sob influência de drogas.
A dança House retira seus movimentos de outros estilos, principalmente da salsa, tap, hip hop, afro e jazz. Todavia, por ter sido uma dança surgida nos clubes, há também os elementos pessoais de cada dançarino envolvidos. Por existirem dançarinos de diversas origens compartilhando a mesma pista, houve (e há, ao menos em Nova Iorque) muitas trocas de informações na origem desse estilo de dança. A House Dance é uma dança social antes de ser uma dança de competições. Se presta antes à união e à diversão do que ao virtuosismo e demonstração de habilidades. Se um dançarino esquece-se da música para fazer movimentos de dificuldade elevada, não está dançando house.
Nesse estilo, há uma ênfase nos ritmos sutis e refrões da música com os movimentos de perna seguindo-os de perto
Entre os pioneiros da House Dance temos Ejoe Wilson, Brian "Footwork" Green, Tony McGregor, Marjory Smarth, Caleaf Sellers, "Brooklyn" Terry Wright, Shannon Mabra, Tony "Sekou" Williams, Shannon Selby (aka Shan S), Voodoo Ray, Chris Sawyer e muitos outros. Alguns antes deles como Bravo, Karate Kris, Archie Burnett, Manny bem como muitos lofters e pessoas comuns que frequentaram festas como Paradise Garage, Studio 54 e The Loft.

### Italo-house
O Italo-house é um etilo de House music fundado na Itália, e uma vertente da Italo disco. O italo house teve suas criações através de samplers. Checco Bontempi, Gianfranco Bortolloti, Pierre Feroldi foram os mais destacados nas produções do italo house.